# 朝倉薫
朝倉 薫（あさくら かおる、1948年8月2日 - ）は日本の脚本家、演出家、作詞家、作曲家、歌手。「少女人形舞台」「ガールズハイパーミュージカル」で知られ、歌手としては竹内 緑郎（たけうち ろくろう）名義でバンド〝旅行かばん”を率いて活動する。作詞家・作曲家としてはおぎひろし名義を用いることもある。

## 概要
熊本県生まれ、里吉しげみに弟子入りし、劇団未来劇場で修行、週刊誌記者、ビクターでの音楽プロデューサーを経て
、1992年に朝倉薫演劇団を創立、10月に初公演「裸月物語」を上演してからは演劇中心の活動に邁進する。
「新人女優の登竜門」として定評のあるガールズハイパーミュージカルでは、不遇時代の櫻井智を看板女優として起用し、長崎萠、永野希ら多くの新人女優に活躍の場を与えつづけた。2012年2月には、パリ講演を目標に、演者が半ば人形としてドール（西洋人形）を演じ、朗読・歌唱と組み合わせた少女人形舞台を始動させ、松浦早希、またかりょう、岬花音菜 、残夢風花、らが多く出演している。

## 逸話
- 月蝕歌劇団の高取英とは親交があり、白永歩美や同劇団に出演した女優が朝倉劇団に出ることも多い[7]。

## 演劇
- 「Jitterbug」
- 「桃のプリンセス」
- 舞台 「江古田スケッチ」脚本・演出：朝倉薫（竹内緑郎）

## 歌曲（竹内緑郎）
- 竹内緑郎と旅行カバン「江古田スケッチ」1978年、作詞：竹内緑郎、作曲：岡野光矢

## 作詞・作曲
- 「ポケットの夢」歌：森進一 作詞・作曲：おぎひろし

## プロデュース
- 原悦子『はだかんぼ』
- レモンエンジェル シングル・アルバム

## 弟子
- 麻草郁